# 庐山野古草
庐山野古草（学名：Arundinella hondana）是禾本科野古草属的植物。分布于日本、朝鲜以及中国大陆的江西（庐山）等地，目前尚未由人工引种栽培。